# 基隆氣象站
基隆氣象站位於臺灣基隆市基隆港海港大樓，與臺灣港務公司基隆港務分公司合署辦公，為交通部中央氣象署轄下的三等氣象測報機構，也是臺灣本島最北端的綜觀天氣觀測站。氣象站位於市區內，緊鄰基隆火車站、客運站、基隆港，交通發達。四周山不高，無高大建物遮蔽，為一觀測條件良好之地面綜觀氣象站。

## 沿革
基隆港有氣象事業之雛形首見於海關，亦是臺灣最早進行氣象觀測的場域之一。為了因應海運安全、港口營運所需，1885年基隆海關透過香港天文臺提供氣象觀測儀器及技術指導，開始實施氣象觀測，並依照香港天文臺要求，每日向該臺發送氣象電報及按月發送氣象月報表。
甲午戰爭後，清朝割讓臺灣予日本。日治時期，臨時基隆港局由於築港工程的需要，1896年7月於社寮島(今和平島)上的城仔角設置風速、風向、氣壓、氣溫等試驗所。1900年城仔角試驗所改築石造，同年3月移轉至新辦公廳並改稱「臨時臺灣總督府工程部基隆出張所社寮島觀測所」，擴大業務與增設其設備，每日觀測6次，其中上午5時、下午13時及晚上21時資料通報臺北測候所。之後其官制上雖有過變動，但均為築港官廳所管，並未納入臺灣總督府的正式測候所編制。1916年8月起社寮島觀測所停止觀測，有關氣象事務轉由基隆燈臺承繼辦理。
第二次世界大戰戰後初期，國民政府為基隆港擴建與航行安全，1946年10月1日設立臺灣省氣象局基隆測候所，並於基隆港二沙灣的基隆港務局驗潮站舊址設置觀測坪。並且同時與基隆港務局合作，商借港務大樓7樓做為辦公室預報與發布氣象資料外，同時辦理港區潮位、水溫，以及海水成分比重等項目。爾後因二沙灣海域淤泥及汙染嚴重，已影響觀測準確性，因此基隆測候所將有關港區觀測等相關設備遷移至西岸18號碼頭，其他非海水觀測項目維持在二沙灣舊址。基隆驗潮站之長年觀測平均海水位亦被定義為我國之臺灣高程基準原點(TaiWan Vertical Datumn 2001 ，簡稱TWVD2001，俗稱海拔)，為一切高程測量之基礎，意義非凡。
1956年10月因應基隆港區交通發展之需要，基隆測候所向港務局商借海港大樓7樓整層做行政區域使用，1970年7月1日基隆測候所全銜改為交通部中央氣象局基隆測候所，1971年基隆港開始擴建，測候所二沙灣觀測坪列於擴建區域中，故氣象局將觀測坪移設海港大樓頂樓，但因腹地過於狹小，因此1972年4月1日起將觀測坪移至外木山地區。然而外木山觀測坪受限於上空有台灣電力公司協和發電廠的超高壓輸電線路經過，觀測成效不佳，因此外木山觀測坪僅短短運作8個月，於1973年1月再次移回海港大樓頂樓，並再向港務局租用海港大樓6樓擴充辦公空間，自此基隆測候所觀測與預報分析業務合併辦理。1977年7月1日再改稱交通部中央氣象局基隆氣象測站，1981年5月21日基隆氣象測站與北方彭佳嶼氣象站無線電話啟用，可即時傳送資料回臺灣本島，
1983年10月3日，地面氣象自動測報設備啟用，1989年8月1日因應交通部中央氣象局三等氣象測報機構規則，基隆氣象測站改名為「中央氣象局基隆氣象站」。
2018年6月氣象局鑑於基隆地區僅有基隆氣象站進行觀測，靠基隆內陸的七堵地區僅有經濟部水利署第十河川局設置七堵友蚋復興國小雨量站及堵北里五堵雨量站，尚欠缺溫度、溼度及風力等觀測數據。故氣象局於國立基隆商工樓頂設立自動氣象觀測站，所測得之資料回傳氣象署。
2023年9月15日，配合行政院組織改造，更名為「交通部中央氣象署基隆氣象站」。

## 建築結構
基隆氣象站租用臺灣港務公司基隆港務分公司海港大樓六樓作為預報室、值日休息室等功能，七樓作為觀測坪、作業室，以及七樓頂兼做風力塔之用。已停用之外木山觀測所為兩層樓鋼筋混凝土加強磚造建築，一樓設有辦公室、資料室、儲藏室等空間，二樓作為職員、眷屬宿舍等日常生活空間。

## 編制
基隆氣象站依據交通部中央氣象署三等氣象測報機構配置有主任1人、職員3人。

## 觀測項目

### 地面氣象觀測
基隆氣象站設有地面氣象自動測報系統，每日定時觀測項目包含氣壓、氣溫、濕度、風向、風速、濕度、雲、天氣現象、降水、日射、日照、能見度、蒸發量等氣象要素觀測，其中除了雲、天氣現象、蒸發量為人工觀測外，其他項目均採自動化觀測，所得資料透過氣象署內部網路即時傳回臺北氣象署本部以供氣象預報中心分析使用。

### 地震觀測
基隆氣象站設有SMART24A地震儀24小時監控地震發生狀況，並即時將資料回傳臺北氣象署本部以供地震測報中心分析使用。

### 酸雨測量
基隆氣象站為分析基隆地區雨水酸鹼度，當每日累積雨量超過3毫米，即會開始蒐集雨水量測酸鹼值。酸雨測量工作因權責轉移至環境部，氣象站自2024年1月1日起停測。根據中央氣象署統計，基隆市自1997年起至今，連續受到酸雨危害，雨水酸鹼度PH值全都小於5，平均值為4.5，蟬聯20年全台之冠。

## 外部連結
- 交通部中央氣象署 - 基隆氣象站 （页面存档备份，存于）